# Еткульский район
Е́ткульский райо́н — административно-территориальная единица (район) и одноимённое муниципальное образование (муниципальный район) в Челябинской области.
Административный центр — село Еткуль.

## География
Площадь 2525 км², в том числе сельскохозяйственные угодья 1046 км². В западной части района протекает река Увелька и её притоки Коелга и Сухарыш. Множество озёр, наиболее крупные: Дуванкуль, Буташ, Малый Сарыкуль, Аткуль, Большой Шантрапай.

## История
Район сформировался на исконно казачьих землях, на территории Оренбургского казачьего войска. Еткульская крепость появилась на башкирской земле в 1737 году как военный транзитный пункт, через который следовали обозы с хлебом из сибирских слобод в Оренбург, и одновременно как сторожевой оборонительный форпост, как опорный пункт для закрепления русских на башкирской территории.
Район образован 1 марта 1924 года, с 1959 по 1965 годы район присоединялся к Еманжелинскому и Увельскому районам, а с 12 января 1965 года вновь стал самостоятельным.
На гербе Еткульского района изображены каменная стена, олицетворяющая крепость — символ надёжности и самостоятельности, и башня — знак защиты, обороны, мощности, с закрытыми воротами и флюгером.
Район расположен в двух физико-географических зонах: Уральской горной и Западно-Сибирской низменной, в зоне лесостепи, к югу от областного центра города Челябинска. Мраморный карьер и озера — главные достопримечательности Еткульского района.
В 42 населённых пунктах проживает 29,3 тысяч человек. На территории района проживают русские (85 % от общего населения), а также башкиры, украинцы, татары, немцы, белорусы, мордва, казахи и представители других народностей.

## Население
| 2002    | 2005    | 2006    | 2007    | 2008    | 2009    | 2010    |
| ------- | ------- | ------- | ------- | ------- | ------- | ------- |
| 30 165  | ↘29 681 | ↘29 680 | ↗30 010 | ↗30 225 | ↘30 180 | ↗30 697 |
| 2011    | 2012    | 2013    | 2014    | 2015    | 2016    | 2017    |
| ↗30 706 | ↗30 758 | ↘30 701 | ↗30 743 | ↘30 667 | ↗30 672 | ↘30 554 |
| 2018    | 2019    | 2020    | 2021    | 2023    |         |         |
| ↘30 161 | ↘29 988 | ↗30 004 | ↘29 862 | ↘29 706 |         |         |

## Территориальное устройство
Еткульский район как административно-территориальная единица области делится на 12 сельсоветов. Еткульский муниципальный район, в рамках организации местного самоуправления, включает 12 муниципальных образований со статусом сельских поселений:
| №  | Муниципальное образование          | Административный центр | Количество населённых пунктов | Население (чел.) | Площадь (км²) |
| -- | ---------------------------------- | ---------------------- | ----------------------------- | ---------------- | ------------- |
| 1  | Бектышское сельское поселение      | посёлок Бектыш         | 1                             | ↗890             | 31,40         |
| 2  | Белоносовское сельское поселение   | посёлок Белоносово     | 5                             | ↘2407            | 327,60        |
| 3  | Белоусовское сельское поселение    | село Белоусово         | 3                             | ↗929             | 207,20        |
| 4  | Еманжелинское сельское поселение   | село Еманжелинка       | 5                             | ↘5049            | 338,56        |
| 5  | Еткульское сельское поселение      | село Еткуль            | 1                             | ↗6376            | 86,50         |
| 6  | Каратабанское сельское поселение   | село Каратабан         | 6                             | ↘2451            | 353,00        |
| 7  | Коелгинское сельское поселение     | село Коелга            | 4                             | ↘5019            | 278,00        |
| 8  | Лебедевское сельское поселение     | село Лебедёвка         | 2                             | ↘618             | 113,80        |
| 9  | Новобатуринское сельское поселение | посёлок Новобатурино   | 1                             | ↗744             | 23,60         |
| 10 | Печёнкинское сельское поселение    | деревня Печёнкино      | 6                             | ↘2112            | 216,20        |
| 11 | Пискловское сельское поселение     | село Писклово          | 2                             | ↘772             | 215,10        |
| 12 | Селезянское сельское поселение     | село Селезян           | 6                             | ↗2413            | 334,20        |

### Населённые пункты
В Еткульском районе 42 населённых пункта.
| №  | Населённый пункт | Тип     | Население | Муниципальное образование          |
| -- | ---------------- | ------- | --------- | ---------------------------------- |
| 1  | Александровка    | село    | ↘519      | Белоносовское сельское поселение   |
| 2  | Аткуль           | деревня | ↗270      | Селезянское сельское поселение     |
| 3  | Бектыш           | посёлок | ↗890      | Бектышское сельское поселение      |
| 4  | Белоносово       | посёлок | ↗1220     | Белоносовское сельское поселение   |
| 5  | Белоусово        | село    | ↗490      | Белоусовское сельское поселение    |
| 6  | Березняки        | посёлок | ↘162      | Еманжелинское сельское поселение   |
| 7  | Грознецкий       | посёлок | ↘148      | Каратабанское сельское поселение   |
| 8  | Депутатский      | посёлок | ↗322      | Еманжелинское сельское поселение   |
| 9  | Долговка         | село    | ↘440      | Коелгинское сельское поселение     |
| 10 | Еманжелинка      | село    | ↘4128     | Еманжелинское сельское поселение   |
| 11 | Еткуль           | село    | ↗6376     | Еткульское сельское поселение      |
| 12 | Журавлево        | деревня | ↗280      | Печенкинское сельское поселение    |
| 13 | Каратабан        | село    | ↗1376     | Каратабанское сельское поселение   |
| 14 | Коелга           | село    | ↗4048     | Коелгинское сельское поселение     |
| 15 | Копытово         | деревня | ↘234      | Белоусовское сельское поселение    |
| 16 | Кораблёво        | деревня | ↘184      | Пискловское сельское поселение     |
| 17 | Кораблево        | деревня | ↘93       | Селезянское сельское поселение     |
| 18 | Кузнецово        | деревня | ↗93       | Каратабанское сельское поселение   |
| 19 | Лебедёвка        | село    | ↗609      | Лебедевское сельское поселение     |
| 20 | Лесной           | посёлок | ↘215      | Белоусовское сельское поселение    |
| 21 | Назарово         | деревня | ↘215      | Селезянское сельское поселение     |
| 22 | Николаевка       | деревня | ↗300      | Каратабанское сельское поселение   |
| 23 | Новобаландино    | деревня | ↘179      | Каратабанское сельское поселение   |
| 24 | Новобатурино     | посёлок | ↗744      | Новобатуринское сельское поселение |
| 25 | Печенкино        | деревня | ↗688      | Печенкинское сельское поселение    |
| 26 | Писклово         | село    | ↗691      | Пискловское сельское поселение     |
| 27 | Погорелка        | деревня | ↗501      | Коелгинское сельское поселение     |
| 28 | Погудино         | деревня | ↘112      | Лебедевское сельское поселение     |
| 29 | Потапово         | деревня | ↗426      | Печенкинское сельское поселение    |
| 30 | Приозерный       | посёлок | ↘373      | Белоносовское сельское поселение   |
| 31 | Санаторный       | посёлок | →54       | Печенкинское сельское поселение    |
| 32 | Сары             | посёлок | ↘54       | Еманжелинское сельское поселение   |
| 33 | Сарыкуль         | деревня | ↗178      | Белоносовское сельское поселение   |
| 34 | Селезян          | село    | ↗1400     | Селезянское сельское поселение     |
| 35 | Соколово         | село    | ↗198      | Белоносовское сельское поселение   |
| 36 | Сухоруково       | деревня | ↗399      | Каратабанское сельское поселение   |
| 37 | Таянды           | село    | ↘342      | Еманжелинское сельское поселение   |
| 38 | Устьянцево       | деревня | ↘134      | Селезянское сельское поселение     |
| 39 | Шатрово          | деревня | ↗148      | Селезянское сельское поселение     |
| 40 | Шеломенцево      | село    | ↘301      | Печенкинское сельское поселение    |
| 41 | Шибаево          | село    | ↗461      | Печенкинское сельское поселение    |
| 42 | Ямки             | деревня | ↘74       | Коелгинское сельское поселение     |

По состоянию на 1966 год, в Еткульском районе было 52 населённых пунктов. Часть из них впоследствии была упразднена.

## Экономика
Промышленность представлена добычей и переработкой строительных материалов (АО «Коелгамрамор» и другие предприятия), добычей золота (предприятие «Еткульзолото»). На Уральском машиностроительном заводе производятся и ремонтируются бульдозеры и грейдеры, осваивается сборка трактора из комплектующих, получаемых с других заводов. Еткульская «Сельхозтехника» занимается ремонтом сельскохозяйственного оборудования, имеются небольшие предприятия автосервиса. Два завода в системе Еманжелинского ДРСУ производят чёрнощебеночный асфальт и асфальтобетон.
Сельскохозяйственные предприятия производят молоко, мясо, зерно, яйцо, картофель и овощи. Значительная часть полей занята кормовыми культурами. Кроме того, СПК «Коелгинское» им. Шундеева выращивает племенной скот, семена зерновых и рапса. Он является лидером Челябинской области в производстве молока, одним из передовых сельхозпредприятий России. Еткульский племптицезавод и Еманжелинский племрепродуктор Челябинской птицефабрики специализируются на производстве племенного и товарного яйца, а Бектышская птицефабрика производит мясо и мясопродукты. Еткульский сырзавод производит сыр и сметану. Существенна в районе роль крестьянско-фермерских хозяйств.
Общая площадь Еткульского района 252,5 тыс. га. Земель сельскохозяйственного назначения 148,2 тыс. га, сенокосов 11,4 тыс. га, пастбищ 37,2 тыс. га. Сельскохозяйственная отрасль специализируется на производстве молока, мяса, зерна и яиц. Значительная часть полей занята зерновыми и кормовыми культурами, картофелем и овощами. Основное направление животноводства: молочно-мясное. Еткульское отделение Сосновской прицефабрики «Равис» и Еманжелинский племрепродуктор Челябинской птицефабрики специализируются на производстве племенного и товарного яйца, а Бектышская птицефабрика производит товарное яйцо, мясо и мясопродукты. Удельный вес продукции птицеводства составляет 81% от всей продукции сельского хозяйства района. В 2005 году эта птицефабрика передана Копейскому городскому округу. Еткульский сырзавод производит сыр и сметану.
Крестьянские (фермерские) и личные подсобные хозяйства производят зерно на продажу, корма для личных подворий односельчан, молоко, мясо, овощи, оказывают населению транспортные услуги. Незначительное количество фермеров выращивают картофель, занимаются пчеловодством, имеют цеха по переработке сельскохозяйственной продукции.
Сельскохозяйственное производство обслуживают: семенная инспекция и станция защиты растений, объединившиеся в Еткульский отдел филиала Россельхозцентра по Челябинской области, Еманжелинский сортоиспытательный участок, ветеринарная станция и другие предприятия и службы.
Полезные ископаемые
По данным Челябинского территориального фонда геологической информации, на территории района насчитывается 13 названий полезных ископаемых.
Больше всего природа одарила западную часть района, особенно окрестности Коелги. Именно здесь богатейшие месторождения мрамора: Коелгинское, Южно-Коелгинское, Восточно-Варламовский участок и Тимашевская площадь (предприятие недропользователь  АО «Коелгамрамор»). Кроме мрамора здесь добывают гранит (Восточно-Варламовский участок), туф (Восточная Коелга), сиреневый базальт. Строительные камни добывают в Увельском месторождении, которое используются Еманжелинским ДРСУ. К востоку от Коелги расположены три участка рудного золота: Березняковский, Северо-Березняковский и Северо-Таяндинский. Первое месторождение разрабатывается предприятием «Еткульзолото». Здесь же месторождение полиметаллов (Таяндинская площадь) и огромнейший подземный бассейн питьевой воды Сухарышский. Еще восточнее, на берегу Большого Сарыкуля находится месторождение нефти «Челябинская площадь» (не используется).
В восточной части района есть два участка бурых углей: Копейский и западная полоса Сугоякского угленосного района, недропользователь ПАО «Челябинскуголь».
Песок строительный добывается в месторождениях: Синеглазовское (северный участок), Белоносовское, Калачевский первый участок, Синеглазовское (северо-восточная часть). Песок кварцевый — в Ерофеевском месторождении, песок формовочный — в месторождении «Еткульская площадь». Глина кирпичная — в месторождении «Глубокое».
Транспорт
Район имеет достаточно развитую сеть автомобильных дорог с твердым покрытием, они проложены к каждому селу.
Основной вид транспорта: автомобильный, но для перевозки грузов используются тракторный парк и гужевой транспорт. Каждый населенный пункт имеет автобусное сообщение с районным центром, а Писклово, Каратабан, Еткуль, Еманжелинка, Коелга имеют автобусное сообщение с областным центром. Автобусные маршруты связывают крупные села с городами Коркино, Копейск и Еманжелинск. Через территорию района проходит железная дорога из Челябинска в Троицк,  т. н. Уральская железнодорожная рокада. Железнодорожный тупик имеет АО «Коелгамрамор».
По территории района проходит магистральный нефтепровод, транспортирующий нефть из Западной Сибири в Поволжье. Нефтеперекачивающая станция Еткуль — одна из станций этого нефтепровода. В меридиональном направлении территорию района пересекает газопровод, подающий газ из Бухары в Екатеринбург. По газопроводам подается природный газ в Еткуль, Еманжелинку, Каратабан, Селезян, Коелгу, Погорелку, Белоносово и другие населенные пункты.
Газификация
Во многие крупные села Еткульского района поступает природный газ  по газопроводам, на газ переведены котельные, ранее работавшие на жидком и твердом видах топлива, протянуты газопроводы по улицам многих сел. Разработана программа газификации района, в соответствии с которой строятся газопроводы в отдаленные села района, продолжается газификация жилых домов и объектов социального быта.

## Образование
В настоящее время в районе 44 образовательных учреждения (6 начальных, 3 основных, 11 средних школ, 20 дошкольных учреждений, 3 учреждения дополнительного образования, 2 коррекционных школы). Дополнительное образование дети получают в двух домах детского творчества: районном и Коелгинском. Специалистов разных профессий готовит учебный центр службы занятости населения.

## Религиозные учреждения
- Храм Архангела Михаила (Коелга) в Коелге;
- Храм Богоявления (Еткуль) в селе Еткуль;
- Храм Владимирской иконы Божией Матери (Селезян) в селе Селезян;
- Храм Святого Архистратига Михаила с. Каратабан;
- Храм Вознесения Господня с. Таянды;
- Храм Георгия Победоносца д. Долговка;
- Храм Георгия Победоносца с. Белоносово;
- Храм Великомученика Харалампия д. Соколово;
- Храм праведного Симеона Верхотурского д. Белоусово;
- Часовня Вифлеемской иконы Божией Матери в с. Таянды.;
- Часовня «Памяти Чуда совершённого архистратигом Михаилом в Хонех» в д. Долговке;
- Районная мечеть в Еткуле.

## Достопримечательности
На территории Еткульского района имеются памятники природы:
- Еткульский бор . Объявлен памятником природы в 1969 году. Площадь 1 300 га. Это ценный лесной массив естественного происхождения. В бору произрастают редкие виды растений (роздовник виргинский, башмачок настоящий, дремлик болотный, дремлик тёмно-красный, ладьян трехраздельный и т. д.), обитают редкие виды птиц (обыкновенный осоед, беркут, большой подорлик).
- Озеро Большой Шантропай расположено в Еткульском районе, вблизи с. Белоусово. Создан в 1989 году. Площадь 468 га, средняя глубина 2,6 м. Это крупный водоём, содержащий воду повышенной минерализации и щелочности, минеральные грязи имеющие большую лечебную ценность.
- Озеро Боровушка находится в 2 км от села Еткуль. Объявлено памятником природы в 1985 году. Это озеро представляет собой карстовый провал округлой формы. Площадь водного зеркала 16 га. Глубина до 4,8 м. Озеро расположено в Еткульском бору и со всех сторон окружено лесом. По берегам озера расположен детский лагерь «Золотой колос» и псевдотермальный курорт «Баден-Баден».
- Озеро Горькое находится в 5 км восточнее села Селезян. Объявлено памятником природы в 1985 году. Площадь 46 га, средняя глубина 1,3 м. Водоём с высокоминерализованной водой, донные отложения считаются целебными.